# 清内雄行
清内 雄行（きようち の おゆき）は、平安時代前期の貴族。氏姓は凡河内忌寸のち清内宿禰。官位は従五位下・丹波介。

## 経歴
河内国志紀郡出身の渡来系官人。皇太子時代の文徳天皇に孝経を侍講したことから、儒者であったと思われる。
音博士を経て、清和朝の貞観6年（864年）外従五位下に昇叙される。貞観8年（866年）大学頭・潔世王と共に高山祭のために吉野に派遣される。貞観11年（869年）内位の従五位下に叙せられる。のち、陽成朝にて丹波介を務めるが、元慶6年（882年）6月10日卒去。享年73。最終官位は従五位下行丹波介。

## 官歴
『日本三代実録』による。
- 時期不詳：正六位上。音博士
- 貞観6年（864年） 正月7日：外従五位下
- 貞観11年（869年） 正月7日：従五位下（内位）
- 時期不詳：丹波介
- 元慶6年（882年） 6月10日：卒去（従五位下行丹波介）